# Фёдор Иванович (князь елецкий)
Фёдор Иванович — последний удельный князь елецкий, младший из троих сыновей удельного князя козельского Ивана Титовича.
Принимал участие со своим отрядом (люди из которого в большинстве своем находились в засадном полку) в Куликовской битве (1380). Согласно летописному преданию, когда Тамерлан подошёл (1395) к Ельцу, князь Фёдор Иванович мужественно сразился с полчищами "Железного Хромца". Силы, однако, были неравны, Тамерлан сжег Елец и увел Фёдора Ивановича с собой, после чего елецкий князь исчез из летописей: «...и приде близь предел Рязаньския земли и взя град Елечь и князя Елечьского изыма и много людей помучи...».
В 1414/1415 году неназванный по имени Елецкий князь был убит при набеге татар. Вероятно это был Федор (на тот момент, возможно, единственный удельный князь Елецкий). Его старший брат Юрий именовался князем Козельским, а другой брат Роман — князем Перемышльским. После этого Елецкие князья были уже безудельными, поскольку город как таковой не существовал. Федор считается родоначальником князей Елецких.
Оставил единственного сына — Ивана, потерявшего удел, считается родоначальником князей Елецких.

## Критика
Бархатная книга не только не связывает его с членами Черниговских князей, но даже не указывает его отчества, называя просто князем Фёдором. Генеалогические источники производят от него род князей Елецких, а князь М.М. Щербатов, Р.В. Зотов и Спиридов ведут этот род от князя Андриана Титовича. В летописях имеется два упоминания: в первом он назван князем Фёдором Елецким (1380), во втором просто князем Елецким (1395), между тем П.В. Долгоруков всё относит к князю Фёдору Ивановичу. 
Н.М. Карамзин называет князя Фёдора отраслью Карачевских князей и данником Олега Ивановича Рязанского. Он говорит, что до этого времени князья Елецкие совсем не упоминались в летописях, и делает предположение: не есть-ли этот князь Фёдор сын князя Юрия Елецкого, который по велению Олега Рязанского (09 мая 1389), встречал при устье Воронежа митрополита Пимена, ехавшего в Константинополь.   